# Трофимовка (Пензенская область)
Трофимовка — село в Бессоновском районе Пензенской области России. Входит в состав Степановского сельсовета.

## География
Село находится в центральной части Пензенской области, в пределах западных склонов Приволжской возвышенности, в лесостепной зоне, на берегах ручья Крутой (бассейн реки Отвели), на расстоянии примерно 22 километров (по прямой) к востоку-юго-востоку (ESE) от села Бессоновки, административного центра района. Абсолютная высота — 198 метров над уровнем моря. Через населённый пункт проходит автотрасса M5.
Климат
Климат характеризуется как умеренно континентальный, с жарким летом и холодной продолжительной зимой. Средняя температура воздуха самого холодного месяца (января) составляет −12 °C; самого тёплого месяца (июля) — 20 °C. Годовое количество атмосферных осадков составляет около 500 мм. Снежный покров держится в среднем в течение 148 дней в году.

## История
Основано в начале XVIII века Данилой Трофимовичем Наумовым. Упоминается в 1734 году как село Архангельское, Трофимовщина тож. В 1748 году упомянуто как собственность майора Ивана Ивановича Наумова, получившего крестьян в наследство от дяди, стольника Наумова (358 ревизских душ). С 1780 года в составе Городищенского уезда. В 1782 году в селе, являвшемся владением И. С. Караулова и Н. А. Дертевой, имелось: 166 дворов, деревянный храм во имя Архангела Михаила и деревянный господский дом.
По состоянию на 1910 год показано как два села:
- село Архангельское (южная часть нынешней Трофимовки с населением 499 человек), включавшее одну: общину, 86 дворов, церковь, три ветряные мельницы, кузницу и пять лавок;
- село Трофимовка (888 жителей), включавшее: одну общину, 141 двор, церковь, церковноприходскую школу, мельницу с нефтяным двигателем, четыре ветряные мельницы, три кузницы и три лавки[5].

## Население
| 1748 | 1864  | 1877 | 1897 | 1911  | 1926  | 1959 |
| ---- | ----- | ---- | ---- | ----- | ----- | ---- |
| 716  | ↗1019 | ↘587 | ↗688 | ↗1387 | ↗1390 | ↘675 |
| 1979 | 1989  | 1996 | 2002 | 2010  |       |      |
| ↘426 | ↗452  | ↘396 | ↘351 | ↗384  |       |      |

Половой состав
По данным Всероссийской переписи населения 2010 года в гендерной структуре населения мужчины составляли 48,4 %, женщины — соответственно 51,6 %.
Национальный состав
Согласно результатам переписи 2002 года, в национальной структуре населения русские составляли 83 % из 351 чел.

## Инфраструктура
Действуют детский сад, фельдшерско-акушерский пункт, сельский клуб, библиотека, АТС и два магазина.

## Улицы
Уличная сеть села состоит из четырёх улиц.